# Pedro Agar y Bustillo

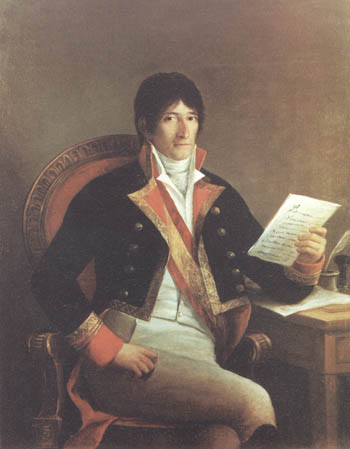
Pedro Agar y Bustillo

Pedro Agar y Bustillo (* 19. Juni 1763 in Bogotá, heute: Kolumbien; † 2. Oktober 1822 in Madrid, Spanien) war ein spanischer Marineoffizier, der im Befreiungskrieg gegen Napoleon als spanischer Regent herrschte.

## Leben
Pedro Agars Vater Benito Agar y Leis stammte aus La Coruña und war mit seiner Frau, María Josefa de Bustillo y Pérez in die Neue Welt nach Neugranada migriert. Dort kam im Juni 1763 in Santa Fé de Bogotá Pedro Agar zur Welt.
Mit sechzehn begann er seinen Dienst an der Kadettenanstalt der spanischen Marine in Cádiz. Neben seiner Ausbildung kam er 1783 bei der Belagerung von Gibraltar (1779–1783) zum Einsatz. Von 1791 bis 1796 war er dem Ingenieurskorps der Marine zugeordnet.
Seine Fähigkeiten in Mathematik ließen ihn ab 1800 zum Direktor der Marineakademie in Ferrol werden. 1802 wurde er zum Fregattenkapitän befördert und heiratete Teresa de Castro y Domínguez, die Tochter eines Kollegen. 1804 wurde er zum Direktor aller Marineakademien berufen.
Infolge einer Krankheit musste ihm das linke Bein amputiert werden. Damit war er vom aktiven Dienst auf See ausgeschlossen.
1808 hielten die Franzosen unter Napoléon Bonaparte den frischgekrönten spanischen König Ferdinand VII. im Exil gefangen. Im  Befreiungskrieg gegen Napoleon organisierte zunächst die Junta Suprema Central den Widerstand und führte die Staatsgeschäfte. Nach Einberufung der Cortes von Cádiz sollte eine Regentschaft (Consejo de Regencia) die Exekutivaufgaben übernehmen. Agar wurde am 28. Oktober 1810 von den Cortes gemeinsam mit dem General Joaquín Blake y Joyes und Gabriel Ciscar y Ciscar zum Regenten des spanischen Königreiches ernannt.
Die Regierungstätigkeit beschränkte sich wesentlich auf die Fortführung des Krieges mit Unterstützung Portugals und Englands. 1812 endete die Regentschaft. Im Januar 1812 berief man Agar in den Staatsrat.
Nach Verabschiedung der Verfassung von Cádiz wurde Agar im März 1813 als Mitglied der provisorischen Regentschaft (Regencia provisional) nach Madrid berufen, das zu diesem Zeitpunkt wieder in Händen der Spanier war.
Nach Rückkehr des Königs Ferdinand aus dem Exil, dem Widerruf der verfassung und der Wiederaufnahme einer absolutistischen Herrschaft wurde Agar festgenommen und musste bis 1820 in Betanzos im Gefängnis bleiben.
Im Zuge der liberalen Revolution von 1820 kam er frei und wurde zum Vorsitzenden der regionalen Junta von La Coruña ernannt, wenig später zum Generalkapitän von Galicien.
Nachdem seine erste Frau gestorben war, heiratete er Ende 1820 erneut, die 24-jährige Francisca de Paula Roldán y Riobóo. Die Tochter Manuela Agar y Roldán aus dieser Ehe heiratete später den Feldmarschall Francisco García de Paredes y Losada und wurde so Gräfin von Taboada.
1821 wurde er im liberal regierten Spanien Vorsitzender des Parlamentes (Diputación): Noch vor dem Ende der liberalen Episode starb er in Madrid.